# Paul Gallacher
Paul Gallacher (* 16. August 1979 in Deaconsbank, Glasgow) ist ein schottischer Fußballtorhüter.

## Karriere

### Verein
Paul Gallacher wurde im August 1979 im Glasgower Stadtteil Deaconsbank geboren. Seine Karriere begann er 11 km westlich seiner Geburtsstadt bei Gleniffer Thistle in Paisley. Im August 1995 wechselte Gallacher in die Youth Academy von Dundee United. Bis zum Jahr 1997 spielte er in der Jugend des Vereins. In der Saison 1999/2000 gab er sein Debüt für United im Ligaspiel gegen den FC St. Johnstone. Zuvor war er von November 1999 bis Januar 2000 an den schottischen Zweitligisten Airdrieonians FC verliehen, für den er neun Spiele bestritt. Ab der Spielzeit 2001/02 war er drei Jahre Stammtorhüter in Dundee. Im Juli 2004 verließ Gallacher Dundee nach 121 Erstligaspielen ablösefrei und wechselte zu Norwich City nach England. Die Canaries waren zuvor in die 1. Liga aufgestiegen. Gallacher war zunächst hinter Darren Ward und Robert Green dritter Torhüter. Im weiteren Saisonverlauf wurde er an den FC Gillingham und Sheffield Wednesday verliehen. Nach seiner Rückkehr im Juni 2005 absolvierte er bis zum Ende der Saison 2006/07 31 Zweitligaspiele für Norwich. Im August 2007 verliehen ihn die Engländer für ein halbes Jahr an Dunfermline Athletic. Im Januar 2008 wurde er von dem Verein fest verpflichtet. Als Stammtorwart verließ er den Verein bereits ein Jahr später und wechselte zum FC St. Mirren aus Paisley. Nach  Spielzeiten folgte der Wechsel zurück zu den Pars. Nach einem weiteren Transfer zu Ross County, bei dem er hinter Michael Fraser und Mark Brown nur einmal eingesetzt wurde, wechselte er zu Partick Thistle nach Glasgow. Im Juni 2016 unterschrieb der 37-jährige einen Vertrag als spielender Torwarttrainer bei Heart of Midlothian.

### Nationalmannschaft
Paul Gallacher spielte von 2002 bis 2004 achtmal in der schottischen A-Nationalmannschaft, nachdem er zuvor zwölfmal in der U-21 zum Einsatz gekommen war. Sein Debüt in der A-Elf gab er am 23. Mai 2002 unter Trainer Berti Vogts beim Reunification Cup gegen Hongkong. Sein letztes Länderspiel absolvierte er im Mai 2004 gegen Estland in Tallinn. Nachdem Nationaltrainer Vogts seinen Rücktritt im November 2004 erklärt hatte, wurde Gallacher von seinem Nachfolger Walter Smith nicht weiter in den Kader berufen.